# Euxoa serricornis
Euxoa serricornis är en fjärilsart som beskrevs av Smith 1888. Euxoa serricornis ingår i släktet Euxoa och familjen nattflyn. Inga underarter finns listade i Catalogue of Life.